# One Ok Rock
One Ok Rock (ワンオクロック, Wan oku rokku), également stylisé ONE OK ROCK, est un groupe japonais de rock créé en 2005. Le nom du groupe provient de la prononciation japonaise de One O'clock (transcrit en wan’okurokku), qui pour eux était l'heure à laquelle ils réservaient le studio d'enregistrement,.
En avril 2005, Toru et Ryota, qui faisaient partie du groupe Heads, forment One Ok Rock avec Alex qui fréquente le même établissement scolaire qu'eux. Taka intègre le groupe peu après en tant que chanteur, car Toru trouvait sa voix très attrayante. En 2007, ils sortirent leur tout premier album nommé Zeitakubyō. Très vite, ils se concentrent sur des tournées dans la région de Tokyo. Ensuite ils sortent deux mini-albums sous label indépendant. Ils donnent leur premier concert en tant que groupe principal au Loft à Shinjuku. En mars 2007, Tomoya est officialisé au sein du groupe. Cette époque marque également leurs débuts sous le label major Amuse record avec la sortie de Naihi Shinsho le 25 avril. Le 13 mai 2009, Alex fût contraint de quitter le groupe pour avoir touché la cuisse d'une femme sans sa permission en mars 2009. L'annonce a été faite sur le site officiel du groupe.
À l'automne 2013, le groupe effectue une tournée en Europe et aux États-Unis, renouvelée en 2014. Un DVD documentaire sur la tournée européenne et asiatique de 2013, Fool Cool Rock !, sort en 2014. En janvier 2015 sort le nouvel album 35XXXV. Ce nom lui est donné car Taka avait dit dans une interview qu'il voyait ce nombre partout aux États-Unis. Une édition deluxe de ce dernier sortit le 25 septembre 2015, avec deux pistes bonus Last Dance et The Way Back. Très vite, ils organisent le 35XXXV EUROPE TOUR, et l'achèvent le 3 décembre 2015 à Iekaterinbourg en Russie. En juillet 2016, ils participent au Download Festival de Paris. En septembre 2016, One Ok Rock annonce la sortie de son nouveau single, Taking Off, après avoir signé avec le label Fueled by Ramen, une division de Warner Music Group. Le groupe donne par la suite un concert spécial à Nagisaen les 10 et 11 septembre, afin de ressortir les chansons de leurs anciens albums, dont Kagerou de Zeitakubyō. En janvier 2017 sort l'album Ambitions, album qui selon le groupe reflète les ambitions de chaque membre.

## Histoire

### Formation et débuts (2005–2006)
La formation de ONE OK ROCK remonte à l'époque durant laquelle Toru Yamashita, étudiant, décide de former un groupe. Il demande à Ryota Kohama, membre comme lui du groupe de dance hip-hop Heads, d'apprendre la basse et à Alex Onizawa de se joindre à eux. Il demandera à son camarade de classe, Yu, de jouer de la batterie. À cette période, Taka Moriuchi jouait dans un autre groupe local appelé Chivalry of Music ; cependant, Taka n'appréciait pas de jouer avec eux, et Toru insiste sur le fait qu'il doit le rejoindre au sein de ONE OK ROCK à la place. Après avoir signé avec le label Amuse, Inc. (A-Sketch), Yu quitte le groupe pour se consacrer à une carrière d'acteur comme le voulaient ses parents. Tomoya Kanki enseigne à l'ESP (Musical Academy) et était déjà dans un groupe qui n'allait pas bien. Il rejoint alors ONE OK ROCK en 2006, mais ne devient membre officiel qu'au début de 2007,.

### Premier album (2007–2009)
Leur premier single, Naihishinsho, atteint la 48e place de l'Oricon et se vend à 15 000 exemplaires. Leur deuxième single, Yume Yume, suit ce succès et se classe également 43e. Après ces singles, ils publient leur premier album Zeitakubyō en 2007 et effectuent leur première tournée en son soutien, appelée Tokyo-Osaka-Nagoya Quattro Tour. Ils publient leur deuxième album Beam of Light en mai 2008. Dans une interview avec le magazine Rockin'On Japan en juin 2012, ONE OK ROCK explique ne pas considérer cet album comme un album, mais plutôt que comme quelque chose qui a aidé le groupe à grandir. Lorsqu'ils ont enregistré l'album, ils n'étaient pas dans l'optique de le faire, mais se sentaient plutôt obligés de le faire pour avancer. Quelques sources finiront même par le considérer comme un album punk. Peu après la sortie de Beam of Light, ils jouent en concert au Shibuya AX.
Le 5 avril 2009, Alex est arrêté pour avoir caressé la jambe d'une étudiante de 21 ans dans un train. Il reconnait les faits et est acquitté. À cette période, le groupe atteint son point critique. Ryota laisse tomber la basse et se met à la guitare. Ils ne se sentaient pas capables de recruter de nouveaux membres. Le single suivant, Around the World Shounen, était annoncé pour le 6 mai et pour un drama intitulé God Hand Teru. Leurs tournées seront aussi annulées. En mai 2009, One Ok Rock décide de continuer sans Alex, qui est retourné aux États-Unis. Toru prend sa place à la guitare solo, et le groupe réarrange les chansons pour n'avoir des morceaux que d'une seule guitare.

### Niche SyndromeetZankyo Reference(2010–2012)
Désormais quatuor, le groupe publie le single Kanzen Kankaku Dreamer, le 3 février 2010. Il atteint la neuvième place du Weekly Oricon Chart. Ils publient leur quatrième album studio, intitulé Niche Syndrome, le 9 juin 2010. Le groupe effectue sa tournée This is My own Judgement! en cinq concerts aux six halls du Zepp, en démarrant par Sendai, Osaka, Nagoya, Fukuoka et en finissant pas une journée de deux concerts à Tokyo. La seconde partie de la tournée prend place dans 16 différents endroits dès le 16 décembre 2010. Ils font un dernier concert au Nippon Budokan, Tokyo, le 28 novembre, suivi par le DVD live This is My Budokan?! le 16 février 2011. Les 6, 7 et 8 août, ONE OK ROCK joue en tête d'affiche des festivals Rock in Japan et Summer Sonic, puis de Rising Sun Rock, Monster Bash, Treasure05X, Mad Ollie, Countdown Japan 2010/2011, et Radio Crazy. Le groupe joue avec Pay Money to My Pain à leur tournée STAY REAL, The Hiatus à leur tournée Anomaly 2010, et Totalfat à leur tournée Overdrive.
Leur nouveau single, Answer is Near, est publié le 16 février 2011. La tournée Answer is Alive 2011 prend place aux six halls du Zepp music halls et à trois différents endroits entre avril et juin 2011. Le groupe publie son premier single double face-A Re:make/No Scared le 20 juillet 2011, l'un d'entre eux qui sera le thème du jeu vidéo Black Rock Shooter: The Game,. Le cinquième album du groupe, Zankyo Reference, est publié le 5 octobre 2011. ONE OK ROCK annonce quatorze dates entre novembre et décembre 2011 pour la tournée Zankyo Reference Tour. Le groupe finit avec un concert à la Yokohama Arena les 21 et 22 janvier 2012, jouant devant 24 000 spectateurs. Plus tard, le documentaire de la tournée Zankyo Reference Tour et la performance de leur deuxième nuit à la Yokohama Arena, est publié en Blu-ray et DVD le 30 mai 2012.
En 2011, ONE OK ROCK joue à quelques festivals, comme le Jisan Valley Rock Festival en Corée du Sud. En juillet, ils jouent au SETSTOCK 2011 et au Jisan Valley Rock Festival, suivis par les festivals Rock in Japan, Rising Sun Rock, Summer Sonic, Monster Bash, Sky Jamboree, et le Sweet Love Shower de Space Shower. À la fin de l'année, ils jouent encore à Radio Crazy et Countdown Japan.
Ils jouent leur première tournée outre-mer, Start Walking The World, en mai et juin 2012, au Japon, en Corée du Sud, à Taïwan, et Singapour. 9mm Parabellum Bullet, Mao Abe, Hello Sleepwalkers, et Crossfaith participent à quatre dates au Japon. Ils jouent au Rock in Japan Festival puis au Summer Sonic 2012, avec Green Day, Franz Ferdinand et Rihanna.

### Jinsei×Boku=et tournée mondiale (2013–2014)
Leur nouveau single, The Beginning, est choisi comme thème pour l'adaptation cinématographique du manga Rurouni Kenshin, et est publié le 22 août 2012, atteignant la 5e place de l'Oricon. Plus tard en 2013, The Beginning est récompensé à deux reprises - dans la catégorie de meilleure vidéo aux MTV Video Music Awards Japan 2013, et du Best Your Choice aux Space Shower Music Video Awards.
Le single Deeper Deeper/Nothing Helps est publié le 9 janvier 2013, et atteint la deuxième place de l'Oricon. La chanson Nothing Helps est utilisée pour la version japonaise du jeu DmC: Devil May Cry, et Deeper Deeper est utilisée dans une publicité pour Suzuki Swift Sport au Japon. Leur sixième album, Jinsei×Boku=, est publié le 6 mars 2013 et atteint la deuxièe place de l'Oricon. En octobre 2013, le groupe effectue sa première tournée hors du continent astiatique, et visite l'Europe pour cinq concerts. Quatre concerts joués en Europe sont joués à guichet fermé. En février 2014, ils jouent deux concerts aux États-Unis, à New York et Los Angeles, et ajoutent deux dates supplémentaires pour Philadelphie et Toronto en mai. Ils jouent aussi au Rock on the Range de Columbus, en Ohio, leur premier festival hors Asie. En juin et juillet 2014, ils jouent au Vans Warped Tour et jouent dans huit villes nord-américaines, l'occasion pour le groupe de dévoiler une chanson inédite appelée Stuck In The Middle. Le 16 mai, un documentaire de leur dernière tournée en Europe et Asie, intitulé Fool Cool Rock est joué pendant quatre semaine dans les salles de cinéma. Le film est réalisé par Hiroyuki Nakano.

### 35xxxv(2014–2016)

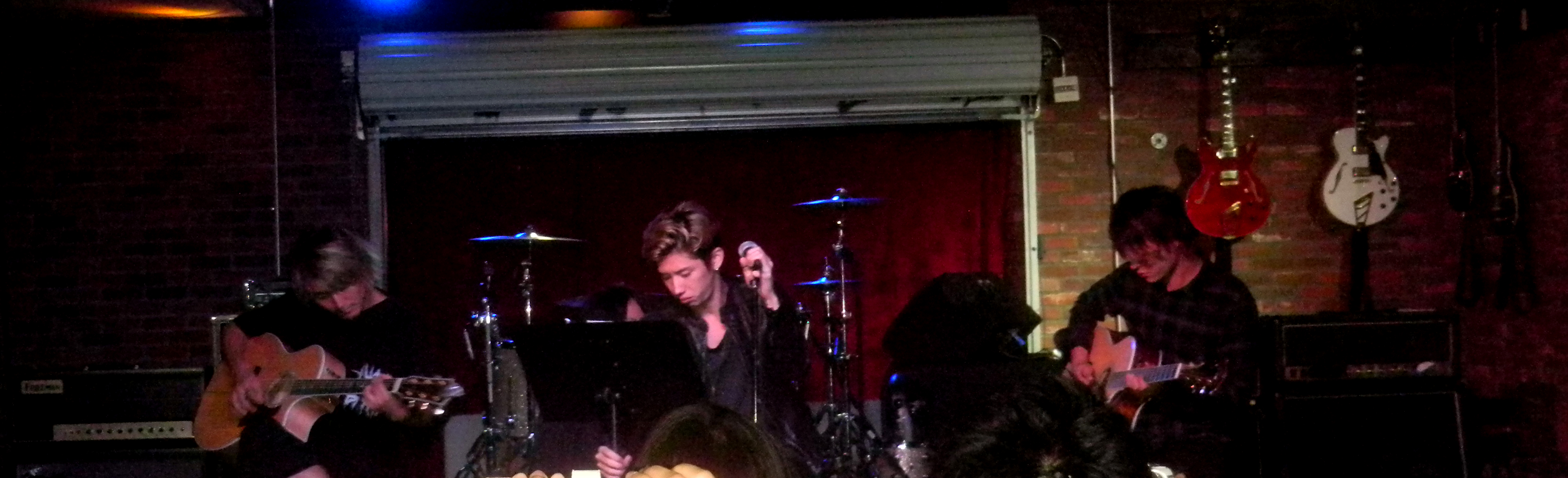
ONE OK ROCK jouant au Lucky Strike Live, le 22 octobre 2015.

Le 12 janvier 2014, leur producteur John Feldmann tweete que le début des enregistrements d'un nouvel album de ONE OK ROCK a commencé. Leur premier single de l'album à venir, Mighty Long Fall, devient le thème de la suite du film Rurouni Kenshin. ONE OK ROCK publie le single Mighty Long Fall/Decision le 30 juillet 2014. La chanson Decision devient le thème du documentaire Fool Cool Rock. Un clip pour Decision est publié le 20 août 2014. Ils révèlent aussi la chanson Heartache pour une autre suite de Rurouni Kenshin.
En septembre 2014, ONE OK ROCK organise un concert de deux jours au Yokohama Stadium devant 60 000 appelé Mighty Long Fall Live at Yokohama Stadium 2014. Il s'agit de leur première performance dans un stade. Ils y jouent plus d'une vingtaine de chansons, dont trois nouvelles et une reprise de A Thousand Miles de Vanessa Carlton. ONE OK ROCK annonce des tournées américaines, sud-américaines et européennes en 2014. Ils jouent au Knotfest, au Japon et aux États-Unis, plus deux concerts supplémentaires aux US,. Ils jouent au Chili, en Argentine, au Brésil, au Pérou et au Mexique ; puis en France, en Italie, en Suisse, en Allemagne, au Danemark, en Suède, aux Pays-Bas, en Belgique, au Royaume-Uni et en Russie en décembre. Ils jouent avec Ghost Town et Tonight Alive aux US et au Royaume-Uni, et Mallory Knox en Europe,. Le 27 novembre, ils jouent à la tournée japonaise de Hoobastank.
Le 9 octobre 2014, le groupe annonce un nouvel album pour février 2015,. Vers le 16 décembre 2014, le groupe révèle le titre comme étant 35xxxv. Le 28 février 2015, l'album 35xxxv atteint la 11e place des Billboard Heatseekers Albums. En avril 2015, ils ouvrent avec Finch pour la tournée américaine de Yellowcard. Ensuite, ils reviennent au Japon pour une grande tournée en soutien à leur album entre mai et septembre. Leurs derniers concerts comprennent des groupes comme Issues et Against the Current. En juillet 2015, ONE OK ROCK annonce officiellement sa signature avec Warner Bros. Records et prévoit de rééditer 35xxxv en édition deluxe avec les chansons en version anglaise en septembre 2015. Le 17 octobre 2015, 35xxxv (Deluxe Edition) débute 20e des Billboard Heatseekers Albums.
Au début de 2016, ONE OK ROCK est annoncé à la tournée Monster Energy Outbreak Tour d'Issues et Crown the Empire pour la promotion de l'album en Amérique. Le 11 mars 2016, le groupe publie la chanson Always Coming Back, qui sert pour la marque de téléphone Kanjou no Subete / Nakama de NTT Docomo. Pour le dixième anniversaire de l'album The Black Parade de My Chemical Romance, Rock Sound annonce un album de reprises par des groupes comme ONE OK ROCK, qui reprendra la chanson The End.

### Ambitions(depuis 2016)
Après avoir signé au label Fueled by Ramen le 11 septembre 2016, ils publient le single Taking Off, issu de leur huitième album, Ambitions. L'album est publié le 11 janvier 2017 au Japon sous le label A-Sketch, et en version anglaise le 13 janvier 2017 chez Fueled by Ramen. Ambitions fait participer Avril Lavigne (dans la version japonaise), Alex Gaskarth (dans la version anglaise) et 5 Seconds of Summer (dans les deux versions),.
Peu de temps après la sortie de ce dernier, ils décident d'organiser une tournée japonaise Ambitions Japan Tour pour en faire la promotion. Une retransmission du concert à la Saitama Super Arena se fait sur la chaîne japonaise WOWOW le 26 mars 2017. Devant le succès irréprochable de cet album dans les salles nippones, One Ok Rock enchaîne avec le AMBITIONS EUROPEAN TOUR. Le dernier concert de cette tournée est donné à Paris en France le 22 décembre 2017.*

### Eye Of The Storm(depuis 2018)
Les 20 Juin et 23 Novembre 2018, ONE OK ROCK dévoile Change et Stand Out Fit In, chansons qui seront utilisées par le constructeur japonais Honda pour la publicité Go,Vantage,Point. Le 1er Février 2019, un clip pour Wasted Nights est publié sur leur chaîne YouTube. Leur album sort officiellement le 13 Février 2019.
Ils enchaînent avec une série de concerts, qui s'achèvera prématurément en Mars 2020 dû à la pandémie de COVID-19. Après plusieurs mois d'inactivité, le groupe décide de franchir le pas et organise, pour la toute première fois de son existence, un concert en ligne portant le nom de Field Of Wonder, qui se joue au Zozomarine Stadium le 11 Octobre 2020.

### Luxury Disease(2020-2023)
Pendant le concert en ligne donné au Zozomarine Stadium le 11 Octobre 2020, le groupe dévoile une chanson intitulée Wonder, qui fera l'unanimité auprès de l'audience. Quelques mois plus tard, un clip pour la chanson Renegades est mis en ligne, le 16 Avril 2021. Le single atteindra par la même occasion la 4ème place des Japan Billboard Hot 100 sur Oricon.
Le 13 Août 2021, un clip officiel réalisé par des fans pour la chanson Broken Heart Of Gold est publié sur leur chaîne YouTube. Le single se hissera par la suite à la 3ème place du Japan Digital Singles sur Oricon et prendra la 66ème place au Billboard Global 200 U.S. L'album sera ensuite officiellement publié le 9 Septembre 2022.
Le groupe enchaîne avec une tournée Nord Américaine qui s'achèvera le 20 Octobre 2022 au Hollywood Paladium à Los Angeles, une tournée Européenne qui prendra fin le 21 Juillet 2023 au Santeria Toscana de Milan, puis une tournée d'Asie qui se terminera au Singapore Indoor Stadium le 18 Décembre 2023.

### Detox(depuis 2024)
ONE OK ROCK publie un clip pour la chanson Delusion:All le 12 juillet 2024, qui sera utilisée comme thème musical pour le générique de fin de Kingdom 4: Le Retour du Grand Général. Cette chanson montre la volonté du groupe de retourner à leurs racines rock puissantes de l'époque.
Un second clip est ensuite teasé lors du dernier concert du PREMONITION WORLD TOUR au Kia Forum de Los Angeles, portant le nom de Dystopia. Il sera par la suite mis en ligne le 14 Novembre 2024 sur leur chaîne YouTube. Le retour aux sources du groupe sera confirmé avec la publication surprise de Puppets Can't Control You, le 19 Janvier 2025. D'après la majorité des fans, cette chanson serait le résultat d'un parfait mélange entre les sonorités des albums Kanjou Effect, Niche Syndrome, Jinsei X Boku et 35XXXV, ce qui lui a valu un très bel accueil.
L'album est officiellement publié le 21 Fevrier 2025, et est suivi de très près par la publication d'un clip pour une autre de leurs chansons, Tropical Therapy, le même jour. Le clip est réalisé par Alan Schaller, un grand nom de la photographie monochrome.
Un autre clip, cette fois-ci pour C.U.R.I.O.S.I.T.Y., est teasé pendant la prestation live de cette chanson pour le PRIMAL FOOTMARK SPECIAL LIVE au Toyosu Pit de Tokyo puis pendant le DETOX NORTH AMERICAN TOUR, pour finalement être publié le 17 Avril 2025 sur YouTube.

## Anecdotes
- Lors d'un concert pendant le Vans Warped Tour de 2014, Toru a tenté d'effectuer un Guitar Spin pour impressionner, mais s'est malheureusement retrouvé piégé dans sa sangle, ce qui a fait rire le staff technique ainsi que le public.
- Alors que le groupe était en train de jouer The Beginning au concert donné à la Saitama Super Arena pendant le AMBITIONS JAPAN TOUR de 2017, Toru a fait une chute de 2 mètres et s'est très mal réceptionné sur les escaliers à proximité de la scène. Malgré la douleur, il est retourné sur scène et a continué de jouer.

## Membres

### Membres actuels
- Taka (森内 貴寛, Moriuchi Takahiro?, né le 17 avril 1988 à Tokyo) - chant principal, screams
- Toru (山下 亨, Yamashita Tōru?, né le 7 décembre 1988 à Osaka) - guitare, chœurs, screams (occasionnellement), rap (débuts)
- Ryota (小浜 良太, Kohama Ryōta?, né le 4 septembre 1989 à Osaka) - basse, choeurs
- Tomoya (神吉 智也, Kanki Tomoya?, né le 27 juin 1987 à Hyogo) - batterie, choeurs

Taka est le grand frère de Hiroki (Hiro) Moriuchi du groupe MY FIRST STORY, et est le fils d'un couple de chanteur de enka, Shinichi Mori et Masako Mori.

### Anciens membres
- Alex (鬼澤アレクサンダー礼門, Onizawa Alexander Reimon?, né le 19 mars 1988 à San Francisco) - guitare rythmique (2005-2009). Alex est un métis d'origine américaine vivant au Japon. Il quitte le groupe après avoir caressé les jambes d'une passagère de 21 ans dans un train sans son consentement[9].
- Tomo (小柳友, Koyanagi Yuu?, né le 29 août 1988 à Tokyo) - batterie (2005-2006)